# فرانتز کروگر
فرانتز کروگر (انگلیسی: Frantz Kruger؛ زادهٔ ۲۲ مهٔ ۱۹۷۵) ورزشکار دو و میدانی اهل آفریقای جنوبی است.